# Witwengeld
Witwengeld sind im deutschen Besoldungsrecht die Versorgungsbezüge, die der hinterbliebene Ehepartner eines verstorbenen Beamten erhält.

## Rechtsgrundlagen
Das Witwengeld ist für Bundesbeamte und Richter des Bundes in § 19 des Beamtenversorgungsgesetzes (BeamtVG) und für Soldaten im Soldatenversorgungsgesetz (SVG) geregelt. 
Kein Anspruch auf Witwengeld besteht, wenn die Ehe zum Todeszeitpunkt des Beamten weniger als ein Jahr angedauert hat (sogenannte Versorgungsehe). Ferner ist der Anspruch auf Witwengeld ausgeschlossen, wenn die Ehe erst nach Eintritt des Beamten in den Ruhestand geschlossen wurde; ausnahmsweise kann nach § 22 BeamtVG ein Unterhaltsbeitrag gezahlt werden, wenn eine vollständige Versagung des Witwengeldes aufgrund der besonderen Umstände des Einzelfalls nicht gerechtfertigt wäre.

## Höhe des Witwengeldes
Das Witwengeld beträgt nach § 20 BeamtVG 55 Prozent des Ruhegehaltes. Ist der hinterbliebene Ehepartner mehr als 20 Jahre jünger als der verstorbene Beamte, wird das Witwengeld für jedes weitere angefangene Jahr des Altersunterschiedes der Ehepartner um 5 Prozent gekürzt, höchstens jedoch um 50 Prozent. Dies gilt nicht, wenn aus der Ehe Kinder hervorgegangen sind.
Der Anspruch auf Witwengeld entfällt, sobald der hinterbliebene Ehepartner erneut heiratet; er erhält für diesen Fall nach § 21 BeamtVG eine einmalige Abfindung in Höhe von zwei Jahreszahlbeträgen.
Eigenes Einkommen des hinterbliebenen Ehepartners kann ebenfalls zur Kürzung des Anspruchs auf Witwengeld führen, sofern es bestimmte Grenzen überschreitet.